# Московские патриоты
Патриоты — клуб по американскому футболу из Москвы. 15-кратный чемпион России.

## История
Клуб основан 3 октября 1999 года. Самый титулованный клуб российского чемпионата. Начиная с 2002 года, 14 раз выигрывали золото чемпионата. Из 16 сезонов «Патриоты» лишь трижды не стали чемпионами: в 2013, 2015 и 2018 годах. В 2013 году клуб остался за чертой призёров, проиграв в полуфинале «Чёрному Шторму» 13:20. В 2015 году «Патриоты» оступились лишь в финале, проиграв 21:37 петербургским «Грифонам». 2018 год закончился для «Патриотов» поражением в финале от московских «Спартанцев» 3:7. После этого в команде началась большая перестройка и только лишь в 2021 году «Патриоты» смогли вернуться в финал Чемпионата России, где проиграли «Спартанцам» со счетом 3:13.

## Титулы
Чемпионат России по американскому футболу
- Чемпион (15): 2002, 2003, 2004, 2005, 2006, 2007, 2008, 2009, 2010, 2011, 2012, 2014, 2016, 2017, 2019
- Серебряный призёр (2): 2015, 2021